# Steven Univers: Filmul
Steven Universe: Filmul (în engleză Steven Universe: The Movie) este un film de animație musical american din 2019 bazat pe serialul de animație Steven Universe creat de Rebecca Sugar. Filmul este regizat, co-scris, produs și executat de Sugar și de ceilalți membri ai echipajului de lungă durată, Kat Morris și Joe Johnston, distribuția este formată din Zach Callison, Estelle, Michaela Dietz, Deedee Magno Hall și Sarah Stiles, alături de un ansamblu de roluri reprezentând roluri din serialul de televiziune. Steven Universe: Filmul are loc la doi ani de la evenimentele finalului din cel de-al cincilea sezon "Schimbă-ți mintea" și urmărește Nestematele de cristal, în timp ce încearcă să salveze toată viața organică de pe Pământ de la o nestemată nestrămutată care are o istorie cu mama lui Steven.
Filmul a fost anunțat la San Diego Comic-Con 2018, iar ulterior un teaser a fost lansat ulterior pe canalul de YouTube al Cartoon Network. La San Diego Comic-Con 2019, a fost lansat un trailer pentru film, împreună cu anunțul unui documentar bazat pe creația filmului care va fi lansat împreună cu DVD-ul. Filmul a avut premiera pe Cartoon Network pe 2 septembrie 2019.
În România filmul a avut premiera pe 9 mai 2020 pe canalul Cartoon Network. 

## Legături externe
- Steven Univers: Filmul la Internet Movie Database